# Harriet Ford
Harriet French Ford (Seymour, 1863 o 1868 – 12 de diciembre de 1949), tras casarse Harriet Morgan,  fue una actriz y dramaturga estadounidense que destacó durante la última parte del siglo XIX. 

## Trayectoria
Harriet French Ford nació en Seymour, Connecticut, en 1868 o 1863, y era hija de Samuel e Isabel Stoddard Ford. Estudió en las escuelas públicas de New Haven, Connecticut y Boston, Massachusetts, antes de convertirse en alumna de la Escuela de Oratoria de Boston. Tras graduarse de esa institución, donde su talento para la recitación y la actuación era considerado notable, ingresó en la Academia Estadounidense de Artes Dramáticas en la ciudad de Nueva York, graduándose en dos años. También asistió a la Escuela Dramática Sargent, donde estudió con David Belasco, quien profetizó su éxito como intérprete de las obras de otros.
Comenzó su carrera con el coro de She, del cual Charles Frohman la rescató en el ensayo asignándole un papel en la misma obra, y terminando con tres años como actriz principal para Sol Smith Russell, convencida de su interés en el escenario.Durante su primer año actuando en el escenario, mientras aparecía en las obras de William Gillette en Londres, que fue su patrocinador escénico, empezó a escribir y participó en un concurso de poemas celebrado por el regreso de África de Henry Morton Stanley con Emin Pasha. Ford ganó el premio frente a los competidores ingleses con un poema que se titulaba Back from the Dead. El poema fue impreso en seda y leído en el banquete ofrecido al héroe que regresaba.
Ford escribió The Argyle Case y The Fourth Estate con Harvey Jerrold O'Higgins y Joseph Medill Patterson. Dijeron que la amabilidad de Ford era una prueba de que la colaboración con ella terminaría inevitablemente en admiración mutua. Ford afirmó que en lugar de que la colaboración fuera una prueba para el espíritu, fue una ganancia absoluta en cuestión de tiempo. “Con dos personas trabajando la obra se hace en la mitad de tiempo”, afirmó. De hecho, ella y Joseph Medill Patterson escribieron “El cuarto poder” en nueve días. La coautoría de The Argyle Case y The Dummy determinó su carrera como escritora. Mientras estaba de gira, escribió monólogos para el escenario de variedades durante seis años. Finalmente dejó de actuar y siguió escribiendo. Llamó a Sarah Cowell LeMoyne, entonces una lectora popular, y le pidió permiso para escribir un monólogo para ella. Cuando se completó el monólogo, LeMoyne ya no necesitaba más de él, pero ella organizó su venta, y Ford comenzó a escribir una obra para ella con Beatrice deMille. Fue en esa obra, La cosa más grande del mundo, en la que LeMoyne saltó a la fama. Tuvo la suerte de escribir obras para aquellos que se encontraban en sus inicios de carrera. Kyrle Bellew, de regreso después de 12 años de ausencia de los Estados Unidos, vino a interpretar a una nueva generación y a hacerse un nuevo público en Un caballero de Francia. Fue en Audrey de Ford donde Eleanor Robson comenzó su mejor trabajo.

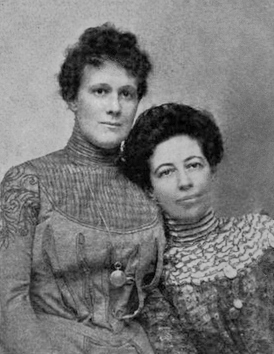
Harriet Ford y Beatrice deMille, de una publicación de 1900.

Ford escribió su primer monólogo para Evelyne Hilliard. Tuvo tal éxito que inmediatamente escribió otros dos monólogos. Hilliard las recitó en lecturas públicas y privadas en los salones de Londres y también en la Casa Blanca. Se recibieron tantas solicitudes para los diferentes episodios que Ford se animó a recopilarlos bajo en un mismo libro. El resultado fue Me an' Methuselar and Other Episodes. Contenía diez episodios que iban desde lo intensamente dramático a lo patético, pasando por lo más ingenioso y divertido. Cada episodio era una historia completa tratada con interés humano y una fina delineación de los personajes.
Ford fue autora de varias obras de teatro. La primera fue The Greatest Thing in the World, en coautoría con Beatrice deMille. A esto le siguieron A Gentleman of France, el “último de los espadachines”, como lo clasificó irreverentemente la autora; la dramatización de Audrey, The Fourth Estate, The Little Brother of the Rich, The Argyle Case y The Dummy. Abarcaba toda la gama, desde el juego de problemas psicológicos hasta el entonces moderno drama de detección de crímenes, pasando por las obras románticas y de negocios y el teatro político.
Se casó con el Forde Morgan (1865-1938) en 1930, director médico de Sterling Products Company. Entre sus contemporáneas se encuentran: Edith Ellis, Marion Fairfax, Eleanor Gates, Georgia Douglas Johnson, Margaret Mayo, Marguerite Merington, Martha Morton, Lottie Blair Parker, Josephine Preston Peabody, Mary Roberts Rinehart, Madeleine Lucette Ryley y Rida Johnson Young.
Harriet Ford Morgan murió el 12 de diciembre de 1949 en la ciudad de Nueva York. Sus documentos se conservan en la Biblioteca Pública de Nueva York.

## Obra
- Me an' Methuselar, and other episodes, , 1895
- The island impossible, 1899 (illustrated by Katharine Pyle)
- The greatest thing in the world : a play in four, 1899/1900 (with Matilda Beatrice deMille)[13]
- "The honour of the humble" : a drama adapted from the French of Pierre Newsky , 1902 (with Pierre Newsky)
- A gentleman of France; a drama, 1902 (with Stanley John Weyman)
- Audrey, 1903 (with Ernest F. Bodington, Eugene Wiley Presbrey, Henry Hadley, Mary Johnston)
- Jacqueline. A play, 1909 (with Caroline King Duer)
- "Kidnapped", 1913 (with Harvey J. O'Higgins)
- The Wrong Number, 1921, (with Harvey J O'Higgins)
- Where Julia rules; a comedy in four acts, 1923 (with Caroline Duer)
- The Bride. A comedy in one act, 1924
- The happy hoboes, a comedy in one act, 1928 (with Althea Sprague Tucker)
- Where Julia rules
- Youth must be served : comedy in one act, 1927
- Mr. Susan Peters, comedy in one act, 1928
- Wanted-Money. A comedy in one act., 1928 (with Althea Sprague Tucker)
- In-laws, 1928
- What Imagination Will Do. Comedy in one act., 1928
- Mysterious money, a comedy in three acts, 1929
- What are Parents for? A play in one act., 1930
- The divine afflatus, a comedy in one act, 1931
- Are men superior? : Farce-comedy in one act, 1932
- Heroic Treatment. A comedy in one act., 1933
- Youth must be served
- The Argyle case, a play in four acts (with Harvey J O'Higgins)
- A Lady in Love (with Caroline Duer)